# Stazione di Lugano Piazza Manzoni
La stazione di Lugano Piazza Manzoni è stata una fermata ferroviaria, capolinea della ex ferrovia Lugano-Cadro-Dino chiusa il 30 maggio 1970.

## Storia
La fermata venne aperta nel 1911 insieme alla linea e venne chiusa nel 30 maggio 1970.